# جنگل ژوسوانیای
جنگل ژوسوانیای (به لاتین: Josvainiai Forest) یک جنگل در لیتوانی است که در Kėdainiai District Municipality واقع شده‌است.